# Megeuptychia zeba
Megeuptychia zeba är en fjärilsart som beskrevs av Butler 1870. Megeuptychia zeba ingår i släktet Megeuptychia och familjen praktfjärilar. Inga underarter finns listade i Catalogue of Life.